# Messerschmitt S 16
Die Messerschmitt S 16 war ein im Jahr 1924 von Willy Messerschmitt konstruierter deutscher Motorsegler.

## Entwicklung
Als im Frühjahr 1924 nach anfänglicher Lockerung der Bestimmungen des Versailler Vertrages die Luftfahrt in Deutschland betreffend der Bau von Motorflugzeugen wieder massiven Einschränkungen unterworfen und nur noch die Entwicklung schwach motorisierter Leichtflugzeuge erlaubt wurde, beschloss das für die Durchführung des alljährlich stattfindenden Rhön-Segelflugwettbewerbs verantwortliche Gremium nach einem Vorschlag von Oskar Ursinus, auf dem im Sommer stattfindenden Treffen zur Förderung des Motorfluggedankens erstmals Typen mit Hilfsantrieb zuzulassen. Als Reaktion darauf schuf Willy Messerschmitt sein erstes Motorflugzeug S 15. Nachdem bei den ersten Flugversuchen einige konstruktive Unzulänglichkeiten die Steuerung um die Querachse betreffend auftraten, überarbeitete er die Tragfläche und begann im März 1924 mit der verbesserten S 16. Als grundlegendste Neuerung ging Messerschmitt von der bis dahin bei all seinen Typen verwendeten Quersteuerung durch Flächenverwindung ab und stattete die S 16 erstmals mit Querrudern aus. Der Rumpf mit dem im Fußraum im Bug untergebrachten Douglas-Motor, der über einen Kettenantrieb mit 1:2,6-Übersetzung die darüberliegende Luftschraubenwelle antrieb, wurde von der S 15 übernommen. Es wurden zwei Exemplare aufgelegt, die als Ein- und Zweisitzer ausgeführt und nach Messerschmitts jüngeren Geschwistern S 16a „Bubi“ und S 16b „Betty“ benannt wurden.
Die beiden Motorsegler wurden im Juli 1924 fertiggestellt und umgehend und noch nicht erprobt per Bahn zur Teilnahme am 5. Rhönwettbewerb auf die Wasserkuppe verbracht. Die dreiköpfige Begleitmannschaft bestand aus dem Flugzeugführer Heinz Seywald, der auch die S 15 eingeflogen hatte und somit mit der Konstruktion vertraut war, dem am Bau der Zelle beteiligten Schreiner Kistner und dem Praktikanten Friedrich Schwarz, der beim Motoreinbau von S 15 und S 16 konstruktiv mitgewirkt hatte. Die vom 15. bis zum 31. August 1924 stattfindende Veranstaltung verlief für Messerschmitt enttäuschend. Bereits beim ersten Flug, den Seywald mit der einsitzigen S 16a ausführte, brach nach dem Start in etwa 40 m Höhe die Propelleraufhängung und die Luftschraube, die Antriebskette sowie Verkleidungsbleche wurden abgerissen und fielen zur Erde. Zwar schaffte es Seywald, „seelenruhig eine Linkskurve zu drehen und mit Rückenwind ohne Schwierigkeiten zum Motorlandeplatz zurückzukehren“, doch das Flugzeug schied damit aus dem Wettbewerb aus. Mit dem Zweisitzer nahm Seywald mit Schwarz als Passagier anschließend am Fernflugwettbewerb Wasserkuppe–Bad Kissingen–Wasserkuppe teil, musste aber volle zweimal wegen Motorproblemen notlanden; einmal wegen gerissener Antriebskette und abermals aufgrund von Wasser im Vergaser. Damit endete für die beiden S 16 die 5. Rhön, sie erhielten lediglich einen Trostpreis und Seywald für sein fliegerisches Können den Ehrenbecher des Aeroclubs. Nach dem enttäuschenden Abschneiden seiner Konstruktion zog Messerschmitt die Konsequenzen und nahm an keinem Rhönwettbewerb mehr teil. Wettbewerbssieger in der Kategorie Motorflugzeuge wurde am Ende Ernst Udet mit seinem Kolibri, der allerdings eher ein Leichtflugzeug denn Motorsegler war. Diese Auslegung setzte dann auch Messerschmitt mit seinem Folgeentwurf M 17 um. Die beiden S 16 gingen nach Würzburg an ihren Auftraggeber, die Arbeitsgemeinschaft zur Förderung von Flugsport und Flugtechnik in Unterfranken, erhielten aber keine Zulassung.

## Konstruktion
Die Messerschmitt S 16 ist ein unverspannter Hochdecker in Holzbauweise. Die durchgehende Tragfläche ist mit Querrudern ausgestattet und beidseitig mit zwei Stielen am Rumpf abgestützt und durch einen verkleideten Baldachin mit diesem verbunden. Der Rumpf besteht aus einem mit Sperrholz beplankten Holzgerüst mit viereckigem Querschnitt und läuft in einer waagerechten Heckschneide aus. Die Tragfläche ist dreiteilig ausgeführt; sie besteht aus dem rechteckigen Mittelstück mit torsionsresistentem Kastenholm und den stoffbespannten Außenflächen mit holzbeplankten Vorderkanten. Das Holzgerüst-Seitenleitwerk mit Stoffbespannung ist freistehend auf den Rumpf aufgesetzt, das im Aufbau gleiche Höhenleitwerk befindet sich dahinter am äußersten Heck. Als Fahrwerk sind zwei Scheibenräder mit Gummibereifung an einer durchgehenden Achse mit geringer Spurweite befestigt; am Heck befindet sich ein Schleifsporn.

## Technische Daten
| Kenngröße             | Daten (S 16b)                                                                 |
| --------------------- | ----------------------------------------------------------------------------- |
| Besatzung             | 1–2                                                                           |
| Spannweite            | 14,40 m                                                                       |
| Länge                 | 5,00 m                                                                        |
| Höhe                  | 1,4 m                                                                         |
| Flügelfläche          | 14,00 m²                                                                      |
| Flügelstreckung       | 14,81                                                                         |
| Flächenbelastung      | 24 kg/m²                                                                      |
| Rüstmasse             | 218 kg                                                                        |
| Zuladung              | 122 kg                                                                        |
| Startmasse            | 340 kg                                                                        |
| Antrieb               | ein Zweizylinder-Zweitaktmotor Douglas mit starrer Zweiblatt-Holzluftschraube |
| Leistung              | 21 PS (15 kW) oder 22,6 PS (17 kW)                                            |
| Kraftstoffvorrat      | 12 l                                                                          |
| Höchstgeschwindigkeit | 115 km/h                                                                      |
| Reisegeschwindigkeit  | 95 km/h                                                                       |
| Landegeschwindigkeit  | 60 km/h                                                                       |